# Michael Stipe
John Michael Stipe (Decatur, Georgia, SAD, 4. siječnja 1960.), američki glazbenik, pjevač sastava R.E.M.